# أولكسندر سفاتوك
أولكسندر سفاتوك (بالأوكرانية: Сваток Олександр Сергійович) (27 سبتمبر 1994 بدنيبرودزرجينسك في أوكرانيا - ) هو لاعب كرة قدم أوكراني في مركز الدفاع. شارك مع منتخب أوكرانيا تحت 18 سنة لكرة القدم ومنتخب أوكرانيا تحت 19 سنة لكرة القدم ومنتخب أوكرانيا تحت 21 سنة لكرة القدم. أما مع النوادي، فقد لعب مع نادي دنيبرو دنيبروبتروفسك ونادي فولين لوتسك.

## وصلات خارجية
- أولكسندر سفاتوك على موقع الاتحاد الأوربي (الإنجليزية)
- أولكسندر سفاتوك على موقع اتحاد أوكرانيا (الإنجليزية)
- أولكسندر سفاتوك على موقع الدوري الأمريكي (الإنجليزية)
- أولكسندر سفاتوك على موقع قاعدة بيانات كرة القدم.إي يو (الإنجليزية)
- أولكسندر سفاتوك على موقع ناشيونال فوتبول تيمز (الإنجليزية)
- أولكسندر سفاتوك على موقع Soccerbase.com (لاعب) (الإنجليزية)
- أولكسندر سفاتوك على موقع Soccerway.com (الإنجليزية)
- أولكسندر سفاتوك على موقع عالم كرة القدم.نت (الإنجليزية)
- أولكسندر سفاتوك على موقع AS.com (الإسبانية)